# Jules de Géradon
Jules Charles Clément Marie de Geradon (Luik, 15 juni 1869 - Esneux, 4 november 1933) was een Belgisch volksvertegenwoordiger.

## Levensloop
De Geradon was een zoon van jonkheer Victor de Geradon (1837-1898) en van Marie de Bavay (1843-1875), dochter van procureur-generaal Charles-Victor de Bavay. Hij trouwde met Alice Sacqueleu (1874-1968) en ze kregen zeven kinderen. De familie was in de persoon van zijn overgrootvader in 1825 in de erfelijke adel opgenomen.
Gepromoveerd tot doctor in de rechten werd Geradon in 1919 verkozen tot katholiek  volksvertegenwoordiger voor het arrondissement Luik. Hij behield dit mandaat tot aan zijn dood.
In 1930 was hij voorzitter van het uitvoerend comité voor de Wereldtentoonstelling in Luik. Hij was ook bestuursvoorzitter van La Gazette de Liège.